# Saison 2020-2021 des 76ers de Philadelphie
La saison 2020-2021 des 76ers de Philadelphie est la 82e saison de la franchise en National Basketball Association (NBA).
L'intersaison est marquée par le départ de Brett Brown et l'arrivée de Doc Rivers à la tête de l'équipe en tant qu'entraîneur principal. Durant la saison régulière, Joel Embiid et Ben Simmons sont sélectionnés pour le NBA All-Star Game. Le 28 avril 2021, les Sixers se qualifient officiellement pour les playoffs après leur victoire contre les Hawks d'Atlanta. L'équipe obtient le meilleur bilan de la conférence Est et possède l'avantage du terrain, tout en remportant le titre de la division Atlantique.
Durant les playoffs, les 76ers s'imposent au premier tour face aux Wizards de Washington en cinq matchs. Nénanmoins, ils s'inclinent en demi-finale de conférence face aux Hawks d'Atlanta, 5e de la conférence à l'issue de la saison régulière.

## Draft
| Tour | Choix | Joueur       | Poste | Nationalité | Provenance               |
| ---- | ----- | ------------ | ----- | ----------- | ------------------------ |
| 1    | 21    | Tyrese Maxey | PG/SG | États-Unis  | Wildcats du Kentucky     |
| 2    | 34    | Théo Maledon | PG    | France      | ASVEL Lyon-Villeurbanne  |
| 2    | 36    | Tyler Bey    | SG/SF | États-Unis  | Buffaloes du Colorado    |
| 2    | 49    | Isaiah Joe   | SG/SF | États-Unis  | Razorbacks de l'Arkansas |
| 2    | 58    | Paul Reed    | SG/SF | États-Unis  | Blue Demons de DePaul    |

## Matchs

### Pré-saison
| Pré-saison Total: 2-0 (Domicile : 1-0; Extérieur : 1-0) |

| Match | Date match  | Équipe    | Score     | Meilleur marqueur | Meilleur rebondeur | Meilleur passeur  | Lieux                   | Série |
| ----- | ----------- | --------- | --------- | ----------------- | ------------------ | ----------------- | ----------------------- | ----- |
| 1     | 15 décembre | Boston    | V 108-99  | Tobias Harris (9) | Ben Simmons (6)    | Shake Milton (19) | Wells Fargo Center      | 1 - 0 |
| 2     | 18 décembre | @ Indiana | V 113-107 | Shake Milton (15) | Tony Bradley (6)   | Ben Simmons (8)   | Bankers Life Fieldhouse | 2 - 0 |

### Saison régulière
| Saison régulière Total: 49-23 (Domicile : 29-7; Extérieur : 20-16) |

| Match | Date match  | Équipe      | Score     | Meilleur marqueur  | Meilleur rebondeur | Meilleur passeur  | Lieux                      | Série |
| ----- | ----------- | ----------- | --------- | ------------------ | ------------------ | ----------------- | -------------------------- | ----- |
| 1     | 23 décembre | Washington  | V 113-107 | Joel Embiid (29)   | Joel Embiid (14)   | Ben Simmons (7)   | Wells Fargo Center         | 1 - 0 |
| 2     | 26 décembre | @ New York  | V 109-89  | Joel Embiid (27)   | Joel Embiid (10)   | Ben Simmons (6)   | Madison Square Garden      | 2 - 0 |
| 3     | 27 décembre | @ Cleveland | D 94-118  | Tobias Harris (16) | Tobias Harris (9)  | Tobias Harris (5) | Rocket Mortgage FieldHouse | 2 - 1 |
| 4     | 29 décembre | Toronto     | V 100-93  | Joel Embiid (29)   | Joel Embiid (16)   | Ben Simmons (7)   | Wells Fargo Center         | 3 - 1 |
| 5     | 31 décembre | @ Orlando   | V 116-92  | Curry, Embiid (21) | Ben Simmons (10)   | Ben Simmons (8)   | Amway Center               | 4 - 1 |

| Match                                                                                      | Date match | Équipe          | Score          | Meilleur marqueur  | Meilleur rebondeur  | Meilleur passeur    | Lieux                   | Série  |
| ------------------------------------------------------------------------------------------ | ---------- | --------------- | -------------- | ------------------ | ------------------- | ------------------- | ----------------------- | ------ |
| 6                                                                                          | 2 janvier  | Charlotte       | V 127-112      | Tobias Harris (24) | Joel Embiid (14)    | Ben Simmons (11)    | Wells Fargo Center      | 5 - 1  |
| 7                                                                                          | 4 janvier  | Charlotte       | V 118-101      | Tobias Harris (22) | Dwight Howard (13)  | Milton, Simmons (6) | Wells Fargo Center      | 6 - 1  |
| 8                                                                                          | 6 janvier  | Washington      | V 141-136      | Joel Embiid (38)   | Joel Embiid (8)     | Ben Simmons (12)    | Wells Fargo Center      | 7 - 1  |
| 9                                                                                          | 7 janvier  | @ Brooklyn      | D 109-122      | Shake Milton (24)  | Embiid, Howard (12) | Shake Milton (7)    | Barclays Center         | 7 - 2  |
| 10                                                                                         | 9 janvier  | Denver          | D 103-115      | Tyrese Maxey (39)  | Tony Bradley (15)   | Tyrese Maxey (6)    | Wells Fargo Center      | 7 - 3  |
| 11                                                                                         | 11 janvier | @ Atlanta       | D 94-112       | Joel Embiid (24)   | Embiid, Howard (11) | Trois joueurs (4)   | State Farm Arena        | 7 - 4  |
| 12                                                                                         | 12 janvier | Miami           | V 137-134 (OT) | Joel Embiid (45)   | Joel Embiid (16)    | Ben Simmons (12)    | Wells Fargo Center      | 8 - 4  |
| 13                                                                                         | 14 janvier | Miami           | V 125-108      | Shake Milton (31)  | Ben Simmons (10)    | Ben Simmons (12)    | Wells Fargo Center      | 9 - 4  |
| 14                                                                                         | 16 janvier | @ Memphis       | D 104-106      | Shake Milton (28)  | Dwight Howard (18)  | Ben Simmons (9)     | FedExForum              | 9 - 5  |
| -                                                                                          | 17 janvier | @ Oklahoma City | Reporté*       | Reporté*           | Reporté*            | Reporté*            | Chesapeake Energy Arena | -      |
| 15                                                                                         | 20 janvier | Boston          | V 117-109      | Joel Embiid (42)   | Embiid, Howard (10) | Ben Simmons (8)     | Wells Fargo Center      | 10 - 5 |
| 16                                                                                         | 22 janvier | Boston          | V 122-110      | Joel Embiid (45)   | Dwight Howard (12)  | Ben Simmons (11)    | Wells Fargo Center      | 11 - 5 |
| 17                                                                                         | 23 janvier | @ Détroit       | V 114-110      | Joel Embiid (33)   | Joel Embiid (14)    | Ben Simmons (7)     | Little Caesars Arena    | 12 - 5 |
| 18                                                                                         | 25 janvier | @ Détroit       | D 104-119      | Tobias Harris (25) | Tony Bradley (9)    | Ben Simmons (4)     | Little Caesars Arena    | 12 - 6 |
| 19                                                                                         | 27 janvier | L.A. Lakers     | V 107-106      | Joel Embiid (28)   | Ben Simmons (11)    | Ben Simmons (10)    | Wells Fargo Center      | 13 - 6 |
| 20                                                                                         | 29 janvier | @ Minnesota     | V 118-94       | Joel Embiid (37)   | Embiid, Harris (11) | Ben Simmons (7)     | Target Center           | 14 - 6 |
| 21                                                                                         | 31 janvier | @ Indiana       | V 119-110      | Tobias Harris (27) | Dwight Howard (15)  | Ben Simmons (7)     | Bankers Life Fieldhouse | 15 - 6 |
| * Le match a été reporté à la suite du protocole sanitaire de la ligue contre la covid-19. |            |                 |                |                    |                     |                     |                         |        |

| Match | Date match | Équipe       | Score          | Meilleur marqueur  | Meilleur rebondeur   | Meilleur passeur  | Lieux                   | Série   |
| ----- | ---------- | ------------ | -------------- | ------------------ | -------------------- | ----------------- | ----------------------- | ------- |
| 22    | 3 février  | @ Charlotte  | V 118-111      | Joel Embiid (34)   | Joel Embiid (11)     | Ben Simmons (9)   | Spectrum Center         | 16 - 6  |
| 23    | 4 février  | Portland     | D 105-121      | Joel Embiid (37)   | Tobias Harris (11)   | Tobias Harris (5) | Wells Fargo Center      | 16 - 7  |
| 24    | 6 février  | Brooklyn     | V 124-108      | Joel Embiid (33)   | Harris, Simmons (12) | Ben Simmons (8)   | Wells Fargo Center      | 17 - 7  |
| 25    | 9 février  | @ Sacramento | V 119-111      | Joel Embiid (25)   | Joel Embiid (17)     | Ben Simmons (9)   | Golden 1 Center         | 18 - 7  |
| 26    | 11 février | @ Portland   | D 114-118      | Joel Embiid (35)   | Ben Simmons (11)     | Ben Simmons (9)   | Moda Center             | 18 - 8  |
| 27    | 13 février | @ Phoenix    | D 111-120      | Joel Embiid (35)   | Joel Embiid (8)      | Tobias Harris (5) | PHX Arena               | 18 - 9  |
| 28    | 15 février | @ Utah       | D 123-134      | Ben Simmons (42)   | Dwight Howard (12)   | Ben Simmons (12)  | Vivint Smart Home Arena | 18 - 10 |
| 29    | 17 février | Houston      | V 118-113      | Joel Embiid (31)   | Tobias Harris (15)   | Joel Embiid (9)   | Wells Fargo Center      | 19 - 10 |
| 30    | 19 février | Chicago      | V 112-105      | Joel Embiid (50)   | Joel Embiid (17)     | Tobias Harris (7) | Wells Fargo Center      | 20 - 10 |
| 31    | 21 février | @ Toronto    | D 103-110      | Ben Simmons (28)   | Joel Embiid (17)     | Tobias Harris (7) | Amalie Arena            | 20 - 11 |
| 32    | 23 février | @ Toronto    | V 109-102      | Tobias Harris (23) | Joel Embiid (12)     | Ben Simmons (7)   | Amalie Arena            | 21 - 11 |
| 33    | 25 février | Dallas       | V 111-97       | Joel Embiid (23)   | Joel Embiid (9)      | Ben Simmons (7)   | Wells Fargo Center      | 22 - 11 |
| 34    | 27 février | Cleveland    | D 109-112 (OT) | Joel Embiid (42)   | Joel Embiid (13)     | Ben Simmons (8)   | Wells Fargo Center      | 22 - 12 |

| Match                  | Date match | Équipe          | Score          | Meilleur marqueur  | Meilleur rebondeur    | Meilleur passeur    | Lieux                 | Série   |
| ---------------------- | ---------- | --------------- | -------------- | ------------------ | --------------------- | ------------------- | --------------------- | ------- |
| 35                     | 1er mars   | Indiana         | V 130-114      | Shake Milton (42)  | Joel Embiid (13)      | Trois joueurs (5)   | Wells Fargo Center    | 23 - 12 |
| 36                     | 3 mars     | Utah            | V 131-123 (OT) | Joel Embiid (40)   | Joel Embiid (19)      | Ben Simmons (6)     | Wells Fargo Center    | 24 - 12 |
| NBA All-Star Game 2021 |            |                 |                |                    |                       |                     |                       |         |
| 37                     | 11 mars    | @ Chicago       | V 127-105      | Tobias Harris (24) | Dwight Howard (12)    | Seth Curry (7)      | United Center         | 25 - 12 |
| 38                     | 12 mars    | @ Washington    | V 127-101      | Joel Embiid (23)   | Dwight Howard (10)    | Green, Milton (4)   | Capital One Arena     | 26 - 12 |
| 39                     | 14 mars    | San Antonio     | V 134-99       | Tobias Harris (23) | Tobias Harris (9)     | Ben Simmons (9)     | Wells Fargo Center    | 27 - 12 |
| 40                     | 16 mars    | New York        | V 99-96        | Tobias Harris (30) | Ben Simmons (13)      | Ben Simmons (7)     | Wells Fargo Center    | 28 - 12 |
| 41                     | 17 mars    | Milwaukee       | D 105-109 (OT) | Tobias Harris (19) | Dwight Howard (15)    | Ben Simmons (12)    | Wells Fargo Center    | 28 - 13 |
| 42                     | 20 mars    | Sacramento      | V 129-105      | Tobias Harris (29) | Dwight Howard (13)    | Tobias Harris (8)   | Wells Fargo Center    | 29 - 13 |
| 43                     | 21 mars    | @ New York      | V 101-100 (OT) | Shake Milton (21)  | Dwight Howard (13)    | Harris, Simmons (4) | Madison Square Garden | 30 - 13 |
| 44                     | 23 mars    | @ Golden State  | V 108-98       | Tobias Harris (25) | Harris, Howard (13)   | Trois joueurs (4)   | Chase Center          | 31 - 13 |
| 45                     | 25 mars    | @ L.A. Lakers   | V 109-101      | Danny Green (28)   | Simmons, Thybulle (7) | Ben Simmons (12)    | Staples Center        | 32 - 13 |
| 46                     | 27 mars    | @ L.A. Clippers | D 112-122      | Tobias Harris (29) | Dwight Howard (11)    | Tobias Harris (6)   | Staples Center        | 32 - 14 |
| 47                     | 30 mars    | @ Denver        | D 95-104       | Tyrese Maxey (13)  | Howard, Scott (7)     | Shake Milton (4)    | Ball Arena            | 32 - 15 |

| Match | Date match | Équipe                | Score     | Meilleur marqueur  | Meilleur rebondeur  | Meilleur passeur      | Lieux                      | Série   |
| ----- | ---------- | --------------------- | --------- | ------------------ | ------------------- | --------------------- | -------------------------- | ------- |
| 48    | 1er avril  | @ Cleveland           | V 114-94  | Shake Milton (27)  | Dwight Howard (15)  | Ben Simmons (5)       | Rocket Mortgage FieldHouse | 33 - 15 |
| 49    | 3 avril    | Minnesota             | V 122-113 | Tobias Harris (32) | Embiid, Simmons (8) | Ben Simmons (6)       | Wells Fargo Center         | 34 - 15 |
| 50    | 4 avril    | Memphis               | D 100-116 | Tobias Harris (21) | Dwight Howard (12)  | Ben Simmons (4)       | Wells Fargo Center         | 34 - 16 |
| 51    | 6 avril    | @ Boston              | V 106-96  | Joel Embiid (35)   | Dwight Howard (9)   | Ben Simmons (6)       | TD Garden                  | 35 - 16 |
| 52    | 9 avril    | @ La Nouvelle-Orléans | D 94-101  | Tobias Harris (23) | Embiid, Simmons (9) | Ben Simmons (6)       | Smoothie King Center       | 35 - 17 |
| 53    | 10 avril   | @ Oklahoma City       | V 117-93  | Joel Embiid (27)   | Dwight Howard (13)  | Seth Curry (6)        | Chesapeake Energy Arena    | 36 - 17 |
| 54    | 12 avril   | @ Dallas              | V 113-95  | Joel Embiid (36)   | Embiid, Howard (7)  | Ben Simmons (7)       | American Airlines Center   | 37 - 17 |
| 55    | 14 avril   | Brooklyn              | V 123-117 | Joel Embiid (39)   | Joel Embiid (13)    | Ben Simmons (9)       | Wells Fargo Center         | 38 - 17 |
| 56    | 16 avril   | L.A. Clippers         | V 106-103 | Joel Embiid (36)   | Joel Embiid (14)    | Ben Simmons (6)       | Wells Fargo Center         | 39 - 17 |
| 57    | 19 avril   | Golden State          | D 96-107  | Joel Embiid (28)   | Joel Embiid (13)    | Joel Embiid (8)       | Wells Fargo Center         | 39 - 18 |
| 58    | 21 avril   | Phoenix               | D 113-116 | Joel Embiid (38)   | Joel Embiid (17)    | Embiid, Green (4)     | Wells Fargo Center         | 39 - 19 |
| 59    | 22 avril   | @ Milwaukee           | D 117-124 | Joel Embiid (24)   | Dwight Howard (7)   | Tobias Harris (6)     | Fiserv Forum               | 39 - 20 |
| 60    | 24 avril   | @ Milwaukee           | D 94-132  | Shake Milton (15)  | Dwight Howard (12)  | Shake Milton (3)      | Fiserv Forum               | 39 - 21 |
| 61    | 26 avril   | Oklahoma City         | V 121-90  | Joel Embiid (21)   | Dwight Howard (11)  | Trois joueurs (4)     | Wells Fargo Center         | 40 - 21 |
| 62    | 28 avril   | Atlanta               | V 127-83  | Seth Curry (20)    | Embiid, Harris (7)  | Trois joueurs (6)     | Wells Fargo Center         | 41 - 21 |
| 63    | 30 avril   | Atlanta               | V 126-104 | Dwight Howard (19) | Dwight Howard (11)  | Simmons, Thybulle (5) | Wells Fargo Center         | 42 - 21 |

| Match | Date match | Équipe              | Score          | Meilleur marqueur  | Meilleur rebondeur | Meilleur passeur    | Lieux                   | Série   |
| ----- | ---------- | ------------------- | -------------- | ------------------ | ------------------ | ------------------- | ----------------------- | ------- |
| 64    | 2 mai      | @ San Antonio       | V 113-111 (OT) | Joel Embiid (34)   | Joel Embiid (12)   | Harris, Simmons (5) | AT&T Center             | 43 - 21 |
| 65    | 3 mai      | @ Chicago           | V 106-94       | Tobias Harris (21) | Joel Embiid (10)   | Ben Simmons (5)     | United Center           | 44 - 21 |
| 66    | 5 mai      | @ Houston           | V 135-115      | Joel Embiid (34)   | Joel Embiid (12)   | Tyrese Maxey (7)    | Toyota Center           | 45 - 21 |
| 67    | 7 mai      | La Nouvelle-Orléans | V 109-107      | Joel Embiid (37)   | Joel Embiid (13)   | Ben Simmons (10)    | Wells Fargo Center      | 46 - 21 |
| 68    | 8 mai      | Détroit             | V 118-104      | Joel Embiid (29)   | Dwight Howard (14) | Quatre joueurs (4)  | Wells Fargo Center      | 47 - 21 |
| 69    | 11 mai     | @ Indiana           | D 94-103       | Tobias Harris (27) | Ben Simmons (8)    | Ben Simmons (7)     | Bankers Life Fieldhouse | 47 - 22 |
| 70    | 13 mai     | @ Miami             | D 94-106       | Tobias Harris (21) | Dwight Howard (7)  | Ben Simmons (6)     | American Airlines Arena | 47 - 23 |
| 71    | 14 mai     | Orlando             | V 122-97       | Seth Curry (20)    | Joel Embiid (11)   | Ben Simmons (9)     | Wells Fargo Center      | 48 - 23 |
| 72    | 16 mai     | Orlando             | V 128-117      | Tyrese Maxey (30)  | Paul Reed (12)     | Shake Milton (9)    | Wells Fargo Center      | 49 - 23 |

### Playoffs
| Playoffs Total: 7-5 (Domicile : 4-3; Extérieur : 3-2) |

| Match | Date match | Équipe       | Score     | Meilleur marqueur    | Meilleur rebondeur | Meilleur passeur  | Lieux              | Série |
| ----- | ---------- | ------------ | --------- | -------------------- | ------------------ | ----------------- | ------------------ | ----- |
| 1     | 23 mai     | Washington   | V 125-118 | Tobias Harris (37)   | Ben Simmons (15)   | Ben Simmons (15)  | Wells Fargo Center | 1 - 0 |
| 2     | 26 mai     | Washington   | V 120-95  | Embiid, Simmons (22) | Dwight Howard (11) | Ben Simmons (8)   | Wells Fargo Center | 2 - 0 |
| 3     | 29 mai     | @ Washington | V 132-103 | Joel Embiid (36)     | Tobias Harris (13) | Ben Simmons (9)   | Capital One Arena  | 3 - 0 |
| 4     | 31 mai     | @ Washington | D 114-122 | Tobias Harris (21)   | Tobias Harris (13) | Tobias Harris (5) | Capital One Arena  | 3 - 1 |
| 5     | 2 juin     | Washington   | V 129-112 | Seth Curry (30)      | Ben Simmons (10)   | Ben Simmons (11)  | Wells Fargo Center | 4 - 1 |

| Match | Date match | Équipe    | Score     | Meilleur marqueur  | Meilleur rebondeur | Meilleur passeur | Lieux              | Série |
| ----- | ---------- | --------- | --------- | ------------------ | ------------------ | ---------------- | ------------------ | ----- |
| 1     | 6 juin     | Atlanta   | D 124-128 | Joel Embiid (39)   | Seth Curry (10)    | Ben Simmons (10) | Wells Fargo Center | 0 - 1 |
| 2     | 8 juin     | Atlanta   | V 118-102 | Joel Embiid (40)   | Joel Embiid (13)   | Danny Green (8)  | Wells Fargo Center | 1 - 1 |
| 3     | 11 juin    | @ Atlanta | V 127-111 | Joel Embiid (27)   | Joel Embiid (9)    | Joel Embiid (8)  | State Farm Arena   | 2 - 1 |
| 4     | 14 juin    | @ Atlanta | D 100-103 | Tobias Harris (20) | Joel Embiid (21)   | Ben Simmons (9)  | State Farm Arena   | 2 - 2 |
| 5     | 16 juin    | Atlanta   | D 106-109 | Joel Embiid (37)   | Joel Embiid (13)   | Ben Simmons (9)  | Wells Fargo Center | 2 - 3 |
| 6     | 18 juin    | @ Atlanta | V 104-99  | Curry, Harris (24) | Joel Embiid (13)   | Ben Simmons (5)  | State Farm Arena   | 3 - 3 |
| 7     | 20 juin    | Atlanta   | D 96-103  | Joel Embiid (31)   | Tobias Harris (14) | Ben Simmons (13) | Wells Fargo Center | 3 - 4 |

### Confrontations en saison régulière
| Conférence Est      | Conférence Est                             | Conférence Est                             | Conférence Est                             | Conférence Est                             | Conférence Ouest                           | Conférence Ouest                           | Conférence Ouest                           |
| Division Atlantique | Division Atlantique                        | Division Atlantique                        | Division Atlantique                        | Division Atlantique                        | Division Nord-Ouest                        | Division Nord-Ouest                        | Division Nord-Ouest                        |
| Équipe              | Domicile                                   | Domicile                                   | Extérieur                                  | Extérieur                                  | Équipe                                     | Domicile                                   | Extérieur                                  |
| ------------------- | ------------------------------------------ | ------------------------------------------ | ------------------------------------------ | ------------------------------------------ | ------------------------------------------ | ------------------------------------------ | ------------------------------------------ |
| Boston              | 117-109                                    | 122-110                                    | 106-96                                     |                                            | Denver                                     | 103-115                                    | 95-104                                     |
| Brooklyn            | 124-108                                    | 123-117                                    | 109-122                                    |                                            | Minnesota                                  | 122-113                                    | 118-94                                     |
| New York            | 99-96                                      |                                            | 109-89                                     | 101-100 (OT)                               | Oklahoma City                              | 121-90                                     | 117-93                                     |
|                     |                                            |                                            |                                            |                                            | Portland                                   | 105-121                                    | 114-118                                    |
| Toronto             | 100-93                                     |                                            | 103-110                                    | 109-102                                    | Utah                                       | 131-123 (OT)                               | 123-134                                    |
|                     | 6–0                                        | 6–0                                        | 4–2                                        | 4–2                                        |                                            | 3–2                                        | 2–3                                        |
| Division            | 10–2                                       | 10–2                                       | 10–2                                       | 10–2                                       | Division                                   | 5–5                                        | 5–5                                        |
| Division Centrale   | Division Centrale                          | Division Centrale                          | Division Centrale                          | Division Centrale                          | Division Pacifique                         | Division Pacifique                         | Division Pacifique                         |
| Équipe              | Domicile                                   | Domicile                                   | Extérieur                                  | Extérieur                                  | Équipe                                     | Domicile                                   | Extérieur                                  |
| Chicago             | 112-105                                    |                                            | 127-105                                    | 106-94                                     | Golden State                               | 96-107                                     | 108-98                                     |
| Cleveland           | 109-112 (OT)                               |                                            | 94-118                                     | 114-94                                     | L.A. Clippers                              | 106-103                                    | 112-122                                    |
| Detroit             | 118-104                                    |                                            | 114-110                                    | 104-119                                    | L.A. Lakers                                | 107-106                                    | 109-101                                    |
| Indiana             | 130-114                                    |                                            | 119-110                                    | 94-103                                     | Phoenix                                    | 113-116                                    | 111-120                                    |
| Milwaukee           | 105-109 (OT)                               |                                            | 117-124                                    | 94-132                                     | Sacramento                                 | 129-105                                    | 119-111                                    |
|                     | 3–2                                        | 3–2                                        | 5–5                                        | 5–5                                        |                                            | 3–2                                        | 3–2                                        |
| Division            | 8–7                                        | 8–7                                        | 8–7                                        | 8–7                                        | Division                                   | 6–4                                        | 6–4                                        |
| Division Sud-Est    | Division Sud-Est                           | Division Sud-Est                           | Division Sud-Est                           | Division Sud-Est                           | Division Sud-Ouest                         | Division Sud-Ouest                         | Division Sud-Ouest                         |
| Équipe              | Domicile                                   | Domicile                                   | Extérieur                                  | Extérieur                                  | Équipe                                     | Domicile                                   | Extérieur                                  |
| Atlanta             | 127-83                                     | 126-104                                    | 94-112                                     |                                            | Dallas                                     | 111-97                                     | 113-95                                     |
| Charlotte           | 127-112                                    | 118-101                                    | 118-111                                    |                                            | Houston                                    | 118-113                                    | 135-115                                    |
| Miami               | 137-134 (OT)                               | 125-108                                    | 94-106                                     |                                            | Memphis                                    | 100-116                                    | 104-106                                    |
| Orlando             | 122-97                                     | 128-117                                    | 116-92                                     |                                            | New Orleans                                | 109-107                                    | 94-101                                     |
| Washington          | 113-107                                    | 141-136                                    | 127-101                                    |                                            | San Antonio                                | 134-99                                     | 113-111 (OT)                               |
|                     | 10–0                                       | 10–0                                       | 3–2                                        | 3–2                                        |                                            | 4–1                                        | 3–2                                        |
| Division            | 13–2                                       | 13–2                                       | 13–2                                       | 13–2                                       | Division                                   | 7–3                                        | 7–3                                        |
| Conférence          | 31–11 (Domicile : 19–2; Extérieur : 12–9)  | 31–11 (Domicile : 19–2; Extérieur : 12–9)  | 31–11 (Domicile : 19–2; Extérieur : 12–9)  | 31–11 (Domicile : 19–2; Extérieur : 12–9)  | Conférence                                 | 18–12 (Domicile : 10–5; Extérieur : 8–7)   | 18–12 (Domicile : 10–5; Extérieur : 8–7)   |
| Total               | 49–23 (Domicile : 29–7; Extérieur : 20–16) | 49–23 (Domicile : 29–7; Extérieur : 20–16) | 49–23 (Domicile : 29–7; Extérieur : 20–16) | 49–23 (Domicile : 29–7; Extérieur : 20–16) | 49–23 (Domicile : 29–7; Extérieur : 20–16) | 49–23 (Domicile : 29–7; Extérieur : 20–16) | 49–23 (Domicile : 29–7; Extérieur : 20–16) |

## Classements
| Conférence Est | Conférence Est             | Conférence Est | Conférence Est | Conférence Est | Conférence Est | Conférence Est | Conférence Est |
| No             | Franchise                  | Vic.           | Déf.           | MJ             | V/D            | GB             |                |
| -------------- | -------------------------- | -------------- | -------------- | -------------- | -------------- | -------------- | -------------- |
| 1              | c - 76ers de Philadelphie* | 49             | 23             | 72             | .681           | –              |                |
| 2              | x - Nets de Brooklyn       | 48             | 24             | 72             | .667           | 1              |                |
| 3              | y - Bucks de Milwaukee*    | 46             | 26             | 72             | .639           | 3              |                |
| 4              | x - Knicks de New York     | 41             | 31             | 72             | .569           | 8              |                |
| 5              | y - Hawks d'Atlanta*       | 41             | 31             | 72             | .569           | 8              |                |
| 6              | x - Heat de Miami          | 40             | 32             | 72             | .556           | 9              |                |
|                |                            |                |                |                |                |                |                |
| 7              | x - Celtics de Boston      | 36             | 36             | 72             | .500           | 13             |                |
| 8              | x - Wizards de Washington  | 34             | 38             | 72             | .472           | 15             |                |
| 9              | o - Pacers de l'Indiana    | 34             | 38             | 72             | .472           | 15             |                |
| 10             | o - Hornets de Charlotte   | 33             | 39             | 72             | .458           | 16             |                |
|                |                            |                |                |                |                |                |                |
| 11             | o - Bulls de Chicago       | 31             | 41             | 72             | .431           | 18             |                |
| 12             | o - Raptors de Toronto     | 27             | 45             | 72             | .375           | 22             |                |
| 13             | o - Cavaliers de Cleveland | 22             | 50             | 72             | .306           | 27             |                |
| 14             | o - Magic d'Orlando        | 21             | 51             | 72             | .292           | 28             |                |
| 15             | o - Pistons de Détroit     | 20             | 52             | 72             | .278           | 29             |                |

| Division Atlantique       | V  | D  | MJ | V/D  | GB | Dom   | Ext   | Div  |
| ------------------------- | -- | -- | -- | ---- | -- | ----- | ----- | ---- |
| c - 76ers de Philadelphie | 49 | 23 | 72 | .681 | –  | 29–7  | 20–16 | 10–2 |
| x - Nets de Brooklyn      | 48 | 24 | 72 | .667 | 1  | 28–8  | 20–16 | 8–4  |
| x - Knicks de New York    | 41 | 31 | 72 | .569 | 6  | 25–11 | 16–20 | 4–8  |
| x - Celtics de Boston     | 36 | 36 | 72 | .500 | 13 | 21–15 | 15–21 | 4–8  |
| o - Raptors de Toronto    | 27 | 45 | 72 | .375 | 22 | 16–20 | 11–25 | 4–8  |

## Effectif
| 76ers de Philadelphie Effectif en fin de saison régulière      |    |                        |                    |                             |
| Entraîneur : Doc Rivers                                        |    |                        |                    |                             |
| Ailier fort                                                    | 11 | Drapeau des États-Unis | Gary Clark (TW)    | Cincinnati                  |
| Meneur / Arrière                                               | 31 | Drapeau des États-Unis | Seth Curry         | Duke                        |
| Pivot                                                          | 21 | Drapeau du Cameroun    | Joel Embiid (C)    | Kansas                      |
| Arrière / Ailier                                               | 14 | Drapeau des États-Unis | Danny Green        | North Carolina              |
| Ailier / Ailier fort                                           | 12 | Drapeau des États-Unis | Tobias Harris      | Tennessee                   |
| Meneur                                                         | 33 | Drapeau des États-Unis | George Hill        | IUPUI                       |
| Pivot                                                          | 39 | Drapeau des États-Unis | Dwight Howard      | S.A. Christian Academy (en) |
| Arrière                                                        | 7  | Drapeau des États-Unis | Isaiah Joe (R)     | Arkansas                    |
| Ailier                                                         | 30 | Drapeau de la Turquie  | Furkan Korkmaz     | Adadolu Efes                |
| Meneur / Arrière                                               | 0  | Drapeau des États-Unis | Tyrese Maxey (R)   | Kentucky                    |
| Arrière / Ailier                                               | 18 | Drapeau des États-Unis | Shake Milton       | SMU                         |
| Ailier fort                                                    | 44 | Drapeau des États-Unis | Paul Reed (R)      | DePaul                      |
| Ailier fort                                                    | 1  | Drapeau des États-Unis | Mike Scott         | Virginia                    |
| Meneur / Ailier fort                                           | 25 | Drapeau de l'Australie | Ben Simmons        | LSU                         |
| Arrière                                                        | 22 | /                      | Matisse Thybulle   | Washington                  |
| Ailier fort                                                    | 43 | Drapeau des États-Unis | Anthony Tolliver   | Creighton                   |
| Arrière                                                        | 6  | Drapeau des États-Unis | Rayjon Tucker (TW) | Arkansas Little Rock        |
| (C) - Capitaine, (R) - Rookie, (TW) - Two-way contract, Blessé |    |                        |                    |                             |

## Récompenses durant la saison
| Date                    | Joueur           | Récompense                                   |
| ----------------------- | ---------------- | -------------------------------------------- |
| 28 décembre - 3 janvier | Tobias Harris    | Joueur de la semaine dans la Conférence Est. |
| 18 janvier - 24 janvier | Joel Embiid      | Joueur de la semaine dans la Conférence Est. |
| Décembre / Janvier      | Doc Rivers       | Entraîneur du mois dans la Conférence Est.   |
| Décembre / Janvier      | Joel Embiid      | Joueur du mois dans la Conférence Est.       |
| 19 février              | Joel Embiid      | ☆ All-Star 2021 ☆                            |
| 20 février              | Doc Rivers       | ☆ All-Star 2021 ☆                            |
| 23 février              | Ben Simmons      | ☆ All-Star 2021 ☆                            |
| 14 juin                 | Ben Simmons      | NBA All-Defensive First Team                 |
| 14 juin                 | Joel Embiid      | NBA All-Defensive Second Team                |
| 14 juin                 | Matisse Thybulle | NBA All-Defensive Second Team                |
| 15 juin                 | Joel Embiid      | All-NBA Second Team                          |

## Transactions

### Changement d’entraîneur
| Date    | Ancien entraîneur | Raison départ | Date de signature | Nouvel entraîneur | Provenance                                                |
| ------- | ----------------- | ------------- | ----------------- | ----------------- | --------------------------------------------------------- |
| 24 août | Brett Brown       | Licencié      | 1er octobre       | Doc Rivers        | Clippers de Los Angeles (Entraîneur principal, 2013-2020) |

### Joueurs qui re-signent
|  | Joueur ayant signé un contrat non-garanti, pour intégrer les camps d'entraînement de l'équipe. |

| Date       | Joueur         | Contrat                                      |
| ---------- | -------------- | -------------------------------------------- |
| 03/12/2020 | Ryan Broekhoff | Contrat non-garanti de 1 620 564 $ sur 1 an. |

### Options dans les contrats
| Date       | Joueur           | Option                                                                           |
| ---------- | ---------------- | -------------------------------------------------------------------------------- |
| 28/12/2020 | Matisse Thybulle | Philadelphie active son option d'équipe de 2 840 160 $ pour la saison 2021-2022. |

### Échanges
| Novembre    | Novembre | Novembre | Novembre |
| ----------- | --- | --- | -------- |
| 19 novembre | Vers les 76ers de Philadelphie - Seth Curry | Vers les Mavericks de Dallas - Josh Richardson - Droits sur Tyler Bey (#36) | [ 17 ]   |
| 23 novembre | Vers les 76ers de Philadelphie - Tony Bradley | Vers les Pistons de Détroit - Zhaire Smith | [ 18 ]   |
| Décembre    | | |          |
| 8 décembre  | Vers les 76ers de Philadelphie - Terrance Ferguson - Danny Green - Vincent Poirier | Vers le Thunder d'Oklahoma City - Al Horford - Droits sur Théo Maledon (#34) - Droits sur Vasilije Micić (2014 #52) - Premier tour de draft 2025 protégé                                   | [ 19 ]   |
| Mars        | | |          |
| 25 mars     | Échange à trois équipes | Échange à trois équipes | [ 20 ]   |
| 25 mars     | Vers les 76ers de Philadelphie - Iggy Brazdeikis (De New York) - George Hill (D'Oklahoma City) | Vers le Thunder d'Oklahoma City - Tony Bradley (De Philadelphie) - Austin Rivers (De New York) - Second tour de draft 2025 (De Philadelphie) - Second tour de draft 2026 (De Philadelphie) | [ 20 ]   |
| 25 mars     | Vers les Knicks de New York - Terrance Ferguson (D'Oklahoma City) - Vincent Poirier (De Philadelphie) - Droits sur Emir Preldžič (2009 #57) (De Philadelphie) - Second tour de draft 2021 (De Philadelphie) - Second tour de draft 2024 de Miami (protégé) (De Philadelphie) | | [ 20 ]   |

### Arrivées

#### Draft
| Date       | Joueur             | Provenance                      |
| ---------- | ------------------ | ------------------------------- |
| 03/12/2020 | Isaiah Joe (#49)   | Razorbacks de l'Arkansas (NCAA) |
| 03/12/2020 | Tyrese Maxey (#21) | Wildcats du Kentucky (NCAA)     |

#### Agents libres
|  | Joueur ayant signé un contrat non-garanti, pour intégrer les camps d'entraînement de l'équipe. |

| Date       | Joueur           | Provenance                                   | Contrat                                                 |
| ---------- | ---------------- | -------------------------------------------- | ------------------------------------------------------- |
| 21/11/2020 | Dwight Howard    | Lakers de Los Angeles                        | Contrat de 2 564 753 $ sur 1 an.                        |
| 03/12/2020 | Justin Anderson  | Nets de Brooklyn                             | Contrat partiellement garanti de 4 012 890 $ sur 2 ans. |
| 03/12/2020 | Lamine Diane     | Cal State Northridge (NCAA)                  | Contrat non-garanti de 898 310 $ sur 1 an.              |
| 03/12/2020 | Derrick Walton   | Pistons de Détroit                           | Contrat non-garanti de 1 620 564 $ sur 1 an.            |
| 06/12/2020 | Justin Robinson  | Blue Coats du Delaware (NBA G-League)        | Contrat non-garanti de 898 310 $ sur 1 an.              |
| 18/12/2020 | Frank Mason      | Bucks de Milwaukee                           | Contrat non-garanti de 1 678 854 $ sur 1 an.            |
| 26/03/2021 | Paul Reed        | 76ers de Philadelphie (two-way contract)     | Contrat partiellement garanti de 3 909 730 $ sur 3 ans. |
| 02/05/2021 | Anthony Tolliver | 76ers de Philadelphie (Contrats de 10 jours) | Contrat partiellement garanti de 2 956 493 $ sur 2 ans. |

#### Contrats de 10 jours
| Date       | Joueur           | Provenance                 |
| ---------- | ---------------- | -------------------------- |
| 12/04/2021 | Anthony Tolliver | Grizzlies de Memphis       |
| 22/04/2021 | Anthony Tolliver | Second contrat de 10 jours |

#### Two-way contracts
| Date       | Joueur          | Provenance                      |
| ---------- | --------------- | ------------------------------- |
| 03/12/2020 | Dakota Mathias  | Legends du Texas (NBA G-League) |
| 03/11/2020 | Paul Reed (#58) | Blue Demons de DePaul (NCAA)    |
| 22/01/2021 | Rayjon Tucker   | Clippers de Los Angeles         |
| 26/03/2021 | Mason Jones     | Rockets de Houston              |
| 11/05/2021 | Gary Clark      | Nuggets de Denver               |

### Départs

#### Agents libres
| Date       | Joueur             | Nouvelle équipe ¹                     |
| ---------- | ------------------ | ------------------------------------- |
| 12/11/2020 | Amir Johnson       | NBA G League Ignite (NBA G-League)    |
| 22/11/2020 | Alec Burks         | Knicks de New York                    |
| 22/11/2020 | Raul Neto          | Wizards de Washington                 |
| 02/12/2020 | Glenn Robinson III | Kings de Sacramento                   |
| 18/12/2020 | Derrick Walton     | ASVEL Lyon-Villeurbanne               |
| 19/12/2020 | Norvel Pelle       | Cavaliers de Cleveland                |
| 06/01/2020 | Marial Shayok      | Bursaspor Basketbol                   |
| 14/01/2021 | Lamine Diane       | Blue Coats du Delaware (NBA G-League) |
| 14/01/2021 | Frank Mason        | Blue Coats du Delaware (NBA G-League) |
| 14/01/2021 | Justin Robinson    | Blue Coats du Delaware (NBA G-League) |
| 20/01/2021 | Kyle O'Quinn       | Fenerbahçe SK                         |
| 15/02/2021 | Ryan Broekhoff     | South East Melbourne Phoenix          |
| 02/05/2021 | Iggy Brazdeikis    | Magic d'Orlando                       |

#### Joueurs coupés
|  | Joueurs non conservés les camps d'entraînements de l'équipe. |

| Date       | Joueur           |
| ---------- | ---------------- |
| 21/11/2020 | Norvel Pelle     |
| 21/11/2020 | Marial Shayok    |
| 07/12/2020 | Lamine Diane     |
| 07/12/2020 | Justin Robinson  |
| 14/12/2020 | Ryan Broekhoff   |
| 14/12/2020 | Derrick Walton   |
| 19/12/2020 | Justin Anderson  |
| 19/12/2020 | Frank Mason      |
| 18/01/2021 | Dakota Mathias   |
| 08/04/2021 | Ignas Brazdeikis |
| 06/05/2021 | Mason Jones      |